# Агапет I
Свети Агапет I (на латински: Agapetus PP. I) е римски папа от 535 г. до 22 април 536 г.
По произход е римлянин, син е на свещеник. При Йоан II става архидякон. Заедно с Касиодор основава в Рим библиотека за църковни произведения. Неговият понтификат е по времето на конфликтите на Византия с остготите.
Агапет I умира в Константинопол. Тялото му е пренесено в Рим и погребено в базиликата „Св. Петър“. Впоследствие е канонизиран, а паметта му се почита на 22 април.